# Elsie de Brauw
Elisabeth Wilhelmina Malvina (Haia, 30 de julho de 1960), conhecida profissionalmente como Elsie de Brauw é uma atriz neerlandesa. Ela é duas vezes vencedora do Theo d'Or (2006, 2011) e recebeu o prêmio Bezerro de Ouro em 2007.

## Carreira
De Brauw também apareceu em vários filmes e séries de televisão, incluindo Antonia (1995), Uitgesloten (2000) e Tussenstand (2007). Por sua atuação neste último filme, ela recebeu o Bezerro de Ouro de melhor atriz no Festival de Cinema Neerlandês em 2007. Em 2012 ela estrelou a série dramática de televisão Lijn 32.

## Filmografia
- 1992: Recht voor z'n Raab ... oficial
- 1994: Een galerij ... Lia
- 1995: Antonia ... Lara
- 1996: Lieve Aisja ... Didi
- 1997: Zonder Zelda ... Zelda
- 1998: FL 19,99 ... Anne Vonk
- 1998-2002: Baantjer ... Els / Dominique van Maerseelte-Bergeneyck
- 2001: IJS ... Mãe
- 2001: Uitgesloten ... mãe de Jonathan
- 2002: Ik ben Willem ... Mama
- 2003: Cloaca ... Conny
- 2004: Bluebird ... Madame De Leeuw
- 2004: De kroon ... Garota número 1
- 2007: Tussenstand ... Roos
- 2008: Passages ... Emma
- 2008: Nowhere Man ...  A mulher do porto
- 2009: Lynn ... Mãe
- 2010: Misschien Later ... Lydia
- 2010-2011: In therapie ... Mira
- 2011: Geloven - Believing ... A mãe
- 2012: Lijn 32 ... Alina Rood
- 2013: Speelman ... Diana
- 2015: Prins ... Saskia
- 2015: Waar zij waren ... Mãe de Boelie
- 2016: Tonio ... A traumatologista
- 2017: Sonate pour Roos ... Louise
- 2018: Het leven is vurrukkulluk ... Mãe de Boelie
- 2019: God Only Knows ... Doris
- 2019: Morten ... Tilda Adema